# Gornje Goračiće
Gornje Goračiće (em cirílico: Горње Горачиће) é uma vila da Sérvia localizada no município de Prijepolje, pertencente ao distrito de Zlatibor. A sua população era de 31 habitantes segundo o censo de 2011.

## Demografia
| 1948 | 1953 | 1961 | 1971 | 1981 | 1991 | 2002 | 2011 |
| ---- | ---- | ---- | ---- | ---- | ---- | ---- | ---- |
| 321  | 353  | 288  | 192  | 96   | 80   | 58   | 31   |